# Мамульки бенд
«Маму́льки бенд» («Мамульки Bend») — российский музыкальный коллектив из города Ярославля. Играет смесь ска, диско, панка, харда, арта и джаза с древнерусским фольклором. За 14 лет ансамбль стал известен мелодраматически-популярными сочинениями, частушками на спортивную тематику, совместными проектами с акулами отечественной рок-сцены, а также каверами. Постоянный участник фестиваля «Нашествие», многих байк-фестивалей, различных мероприятий. Помимо авторской программы, группа с проектом ВИА «Кабачки» выступает с программами «Ретро» и «Детская» — кавер-версии отечественных хитов для взрослых и для детей соответственно.

## История

### 1999—2001 годы
Группа создана в 1999 году в Ярославле. Первое время группа играла в стиле хардкор, а также в стиле «козло-панк» (стиль, придуманный самими музыкантами) на стихи Гейне и Чуковского. В 2000 году группа становится лауреатом фестиваля «Рок-Февраль» в городе Иваново .В 2002 году «Мамульки» кардинально поменяли состав и стиль. Добавилась группа духовых инструментов. Музыканты стали играть в стиле ска, добавив в него элементы диско. Таким образом был придуман симбиоз «диско-ска». В том же 2002 году был записан первый альбом «Я ТУ-ТУ!», и снят одноимённый клип. 

### 2002—2003 годы
В 2003 году группа начинает сотрудничество с хоккейным клубом «Локомотив», продолжающееся по сей день. Созданные группой фанатские частушки стали популярными и болельщики поют их на матчах поныне.

### 2004—2006 годы
Группа начинает выступать в Москве и по всей России. Преимущества коллектива — живой звук, веселые аранжировки и тексты, кавер-версии советских хитов. В 2006 году музыканты коллектива Максим Семенов и Олег Майоров выступили сопредседателями жюри фестиваля «Рок-Февраль».

### 2007—2008 годы
«Мамульки» записывают в Москве сингл «Ветер» и снимают одноименный видеоклип в одной из тюрем Ярославля. В рамках проекта «НЛО» записаны также ещё два сингла в Питере у Андрея Самсонова, известного по работе с Земфирой и Ником Кейвом.
Коллектив выпускает mp3-сборник и сборник DVD
Группа много гастролирует и работает на студии STWD в Ярославле. В результате издан «Новый альбом»

### 2009 год
Группой начата работа над совместным проектом с группой «Бахыт-Компот» — «БАБАХ!». Продолжается работа над проектом «НЛО» и подготовка к 10-летнему юбилею группы.

### 2010—2011 годы
«Мамульки» становятся постоянными участниками крупнейшего российского рок-фестиваля «Нашествие» . Закончена работа над проектом «НЛО». Создан оригинальный саундтрек к комедийному сериалу «Партизаны» (сцен. И. Охлобыстин, реж. Д. Елеонский, композитор В. Балдыч) . Начата работа над новой программой «Качок-старичок».

### 2011
Группа записывает альбом «Флэшмоб!» на sekret-studio в Москве и выпускает первую в своей истории виниловую пластинку — компания «Лилит-рекордс».

## Современный состав
- Макс Семенов — руководитель, основатель коллектива, автор большинства текстов и музыки, гитара
- Олег Майоров — вокал,
- Владислав Соловьев — клавишные, баян
- Макс Суриков — труба
- Сергей Прохоров — тромбон
- Антон Прохоров — бас
- Александр Пепин — ударные
- Илья Якимов — звук

## Бывшие участники
- Андрей «Вольдемар» Майоров — вокал
- Михаил Кукин — вокал
- Павел Шушлин — труба
- Сергей «Monster» Миронов — клавишные
- Сергей Воронцов — тромбон
- Юрий Ягилев — бас
- Аркадий Громов — бас
- Алексей Криволапов — звукорежиссер
- Виктор «Ил» Ильяшенко — баян
- Дмитрий «Одуван» Шапулин — баян, туба
- Виктор «Ёлка» Волков — саксофон
- Мингали Курбасов — ударные
- Виталий Балдыч - клавишные, бэк-вокал, автор музыки и текстов, аранжировщик
- Анатолий Воротынцев --- саксофон

## Сессионные музыканты
- Максим Беляков — флейта
- Георгий Лебедев — клавишные
- Ольга Лебедева — вокал
- Даша Ашерова — вокал
- Артем Гущин - баян

## Дискография
- 1999 — Любовь
- 2001 — Я ту-ту!
- 2002 — Мамульки бенд
- 2002 — Мы размажем всех по борту
- 2002 — Про любовь и разлуку
- 2002 — Родина-Любовь
- 2003 — Лучшие песни 2000—2003
- 2003 — Мамульки бенд 2
- 2004 — 21 хорошая песня для детей (вместе с казанским ВИА Волга-Волга)
- 2004 — Сплит Мамульки Bend — Сказка (Смоленск)
- 2004 — Ветер
- 2005 — Акустика
- 2005 — Живаго
- 2005 — Каверы
- 2005 — Modestov Remixes
- 2005 — Надо брать
- 2006 — Будь готов к ДМБ 2000—2006
- 2006 — Live
- 2006 — Мамульки Rulez
- 2006 — Песенки для детей
- 2006 — Песенки для взрослых
- 2007 — НЛО
- 2007 — Пел хабар!
- 2007 — Спецпроекты
- 2008 — Новый альбом
- 2011 — Флешмоб
- 2012 — Фук
- 2014 — Ковёр
- 2015 — Хрясь!